# Клюге, Роджер
Роджер Клюге (нем. Roger Kluge, род. 5 февраля 1986 года в Айзенхюттенштадте, Германия) — немецкий профессиональный шоссейный велогонщик, выступающий с 2017 года за команду Mitchelton-Scott. Многократный чемпион мира и Европы в трековых гонках в виде мэдисон.

## Достишения

### Трек
- 2003
  - 2 место на юниорском чемпионате Германии в виде гонок Кейрин
  - 3 место на юниорском чемпионате Германии в командном спринте
- 2004
  - 2 место на юниорском чемпионате Германии в виде гонок Мэдисон
- 2005
  - 3 место на UIV Cup в Мюнхене
- 2006
  - UIV Cup
    - Победитель в Копенгагене
    - 2 место в Генте
    - 3 место в Бремене

  - 2 место на чемпионате Германии в гонке по очкам
  - 3 место на чемпионате Европы U-23 в виде гонок Мэдисон
- 2007
  - Чемпионат Германии
    - Победитель в гонке по очкам
    - 2 место в командном пасьюте
    - 3 место в виде гонок Мэдисон

  - Кубок Мира
    - Победитель в виде гонок Скрэтч в Сиднее
    - 2 место в виде гонок Скрэтч в Манчестере

  - 2 место на UIV Cup в Роттердаме
  - 3 место на чемпионате Европы U-23 в виде гонок Скрэтч
- 2008
  - 2 место в гонке по очкам на Олимпийских играх в Пекине
  - UIV Cup
    - Победитель в виде гонок Скрэтч в Сиднее
    - Победитель в виде гонок Мэдисон в Манчестере
- 2009
  - Победитель Чемпионата Европы в виде Мэдисон
  - Победитель чемпионата Германии в командной гонке
  - Победитель чемпионата Германии в виде Мэдисон
- 2010
  - Победитель Чемпионата Европы в виде Омниум
- 2011
  - Победитель этапа Кубка мира в Астане в виде Омниум
- 2012
  - Победитель чемпионата Германии в индивидуальной гонке
- 2013
  - Победитель чемпионата Германии в командной гонке
- 2015
  - Победитель чемпионата Германии в виде Омниум
- 2016
  - 2 место на чемпионате Германии в виде Омниум
- 2018
  - Победитель Чемпионата Мира в виде Мэдисон

### Шоссе
- 2007
  - Tour de Brandebourg
    - Победитель генеральной классификации
    - Победитель 2 этапа

  - 2 место на Prague-Karlovy Vary-Prague
- 2008
  - Tour de Brandebourg
    - Победитель генеральной классификации
    - Победитель 4 этапа

  - Победитель 4 этапа на Tour de Berlin
  - Победитель 1 этапа на Tour de Mainfranken
- 2009
  - Победитель 6 этапа на Bałtyk-Karkonosze Tour
  - Победитель 4 этапа на Tour de Serbie
  - 3 место на чемпионате Германии
- 2010
  - Победитель Neuseen Classics
  - Победитель молодёжной классификации наTour of Qatar
- 2012
  - 3 место на Классике Альмерии
- 2015
  - Победитель 1 этапа на Стер ЗЛМ Тур
- 2016
  - Победитель 17 этапа на Джиро д’Италия

## Статистика выступлений наГранд Турах
- Тур де Франс
  - Участие:2
    - 2010: сход на 9 этапе
    - 2014: 139

- Джиро д'Италия
  - Участие:2
    - 2015: 162
    - 2016: 137; Победа на этапе 17

- Вуэльта Испании
  - Участие:0